# M. Harvey Taylor Memorial Bridge

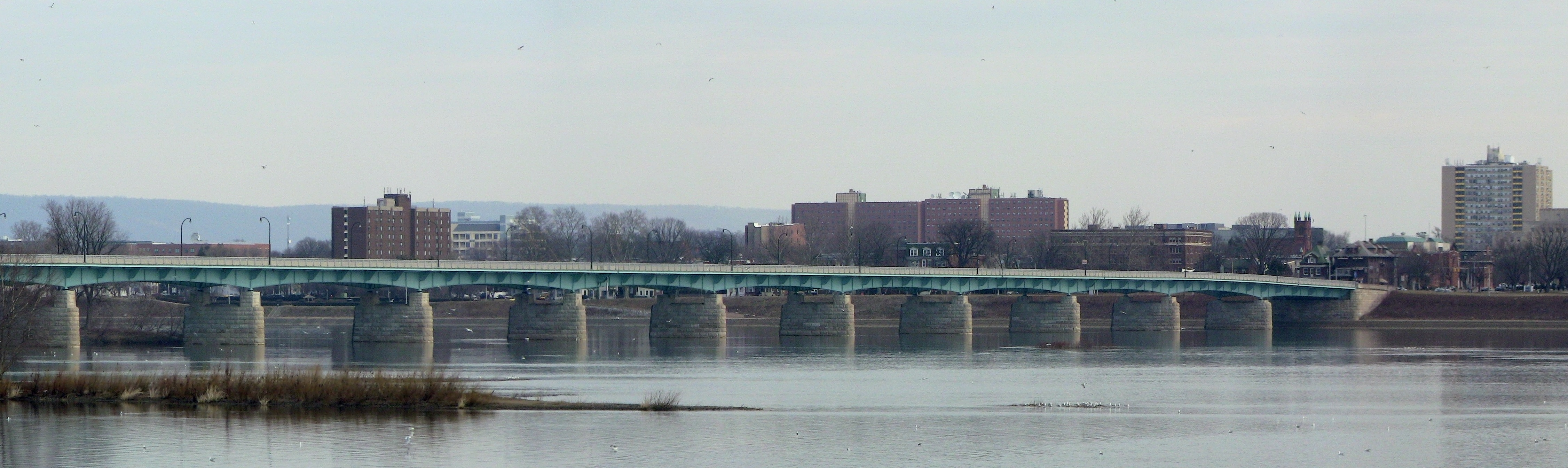
M. Harvey Taylor Memorial Bridge 2013

Die M. Harvey Taylor Memorial Bridge, auch Harvey Taylor Bridge, ist eine vierstreifige Straßenbrücke über den Susquehanna River zwischen Harrisburg und Wormleysburg im Bundesstaat Pennsylvania der USA. Sie wird vom Pennsylvania Department of Transportation betrieben und täglich von durchschnittlich 29.000 Fahrzeugen benutzt.
Die Brücke ist benannt nach dem republikanischen Politiker Maris Harvey Taylor (1876–1982), der in Harrisburg geboren wurde und von 1941 bis 1964 Mitglied im Senat von Pennsylvania war. Er hatte fast zwanzig Jahre die Position des President Pro Tempore inne und war während seiner Amtszeit auch maßgeblich an der Realisierung der nach ihm benannten und ersten mautfreien Brücke nach Harrisburg beteiligt. Die Bauarbeiten begannen am 24. April 1950, die Eröffnung fand knapp zwei Jahre später am 24. Januar 1952 statt.
Die 1286 m lange Balkenbrücke besitzt 24 Spannweiten von 50,7 m zwischen den 24 Strompfeilern im Susquehanna und dem Widerlager auf der Harrisburg-Seite, und einem circa 69 m langen Durchlaufträger aus Profilstahl über den U.S. Highway 11 und 15 zwischen dem letzten Strompfeiler und dem Widerlager auf der Wormleysburg-Seite, der durch ein zusätzliches Ensemble aus vier Einzelpfeilern am Ufer abgestützt ist. Die Hauptbrücke besteht im Gegensatz dazu aus einem Blechträgersystem, aufgebaut aus jeweils 202,7 m langen Durchlaufträgern zwischen den Dehnungsfugen, welche somit über jedem vierten Pfeiler angeordnet sind.
Zwischen 2001 und 2004 wurde die Brücke generalüberholt und verbreitert. Durch Verlängerung der den ursprünglich 1,5 m breiten Fußweg führenden  Kragträger wurde ein zusätzlicher Radweg geschaffen. Weiterhin wurde die Fahrbahn durch eine Barriere von dem jetzt jeweils 1,2 m breiten Fuß- und Radweg baulich abgetrennt. Die Gesamtbreite der Brücke wurde dadurch von ursprünglich 19,7 m auf 22,5 m erhöht. Die Arbeiten beinhalteten auch die Erneuerung des Fahrbahnbelags und der Lager sowie den Anstrich der Stahlträger.